# Las fábulas del olvido
Las fábulas del olvido es un libro de poesía del escritor costarricense Gustavo Solórzano Alfaro publicado en el año 2005.

## Acerca del libro
Las fábulas del olvido es un poemario compuesto por dos secciones: "Cuaderno primero. Exhumación del alba", que contiene diez poemas; y "Cuaderno segundo. Las fábulas del olvido", que contiene 18 poemas, y fue escrito entre los años 1995 y 2001. En el 2003 fue escogido como Libro de Poesía del Año de la editorial de la Universidad Estatal a Distancia (EUNED), y publicado por dicha casa editorial en el 2005, en edición limitada e ilustrada.

## Enlaces
- Reseña y poemas

- Reseña en "Áncora", La Nación

- Poemas del libro

- Librería UCR

- Datos: Q5971098